# Mimetus laevigatus
Mimetus laevigatus är en spindelart som först beskrevs av Eugen von Keyserling 1863.  Mimetus laevigatus ingår i släktet Mimetus och familjen kaparspindlar. Inga underarter finns listade i Catalogue of Life.